# Tetramorium guineense
Tetramorium guineense (лат.) — вид муравьёв рода Tetramorium из подсемейства Myrmicinae (Formicidae).

## Распространение
Экваториальная Африка. Завезён в Канаду, на Кубу, в Китай, Новую Гвинею и некоторые острова Океании.

## Описание
Мелкие земляные муравьи; длина рабочих 3—4 мм. От близких видов (Tetramorium weitzeckeri) отличается сетчато-пунктированной скульптурой головы и наличием отстоящих волосков на первом тергите брюшка, длинными и острыми шипиками проподеума. Длина головы рабочих (HL) 0,65—0,85 мм, ширина головы (HW) 0,64—0,83 мм. Основная окраска тела коричневая. Усики рабочих и самок 11-члениковые. Петиоль чешуевидный в профиль с высоким узелком (примерно в 3 раза выше длины, сверху поперечный и эллиптический).  Усиковые бороздки хорошо развиты, длинные. Боковые части клипеуса килевидно приподняты около места прикрепления усиков. Жвалы широкотреугольные с зубчатым жевательным краем. Стебелёк между грудкой и брюшком состоит из двух члеников: петиолюса и постпетиолюса (последний чётко отделён от брюшка), жало развито, куколки голые (без кокона). Заднегрудка с 2 острыми проподеальными шипиками. Брюшко гладкое и блестящее. Гнездятся в земле.

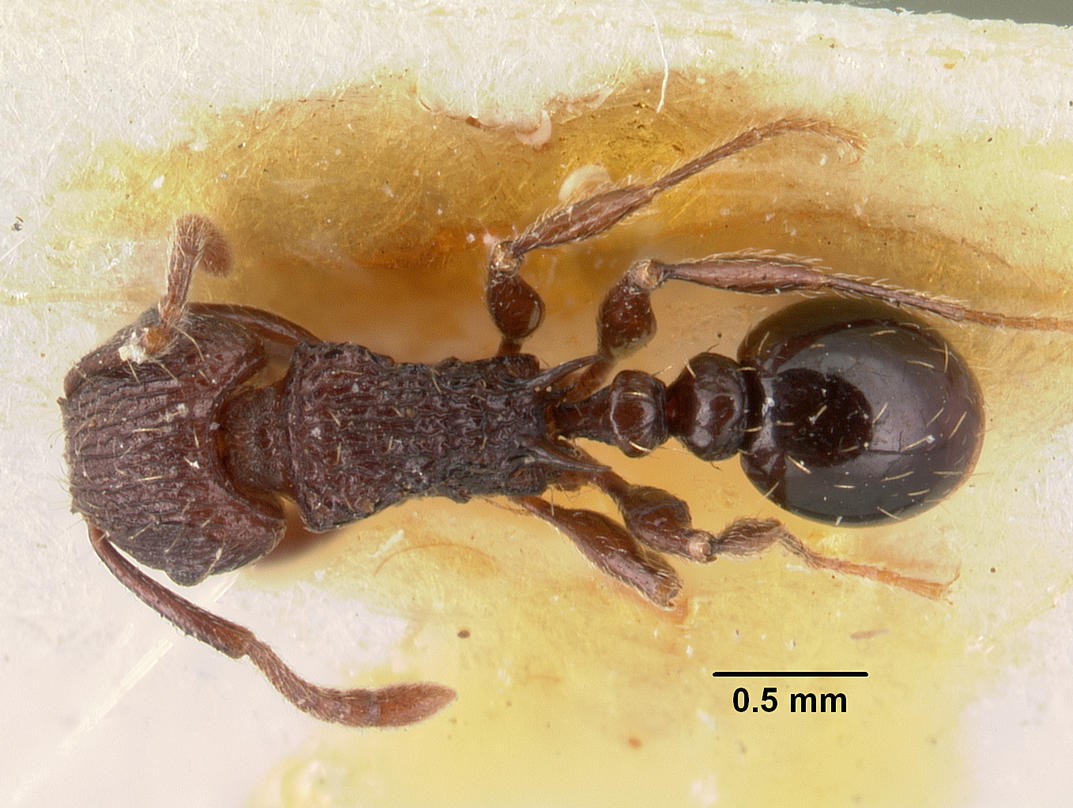
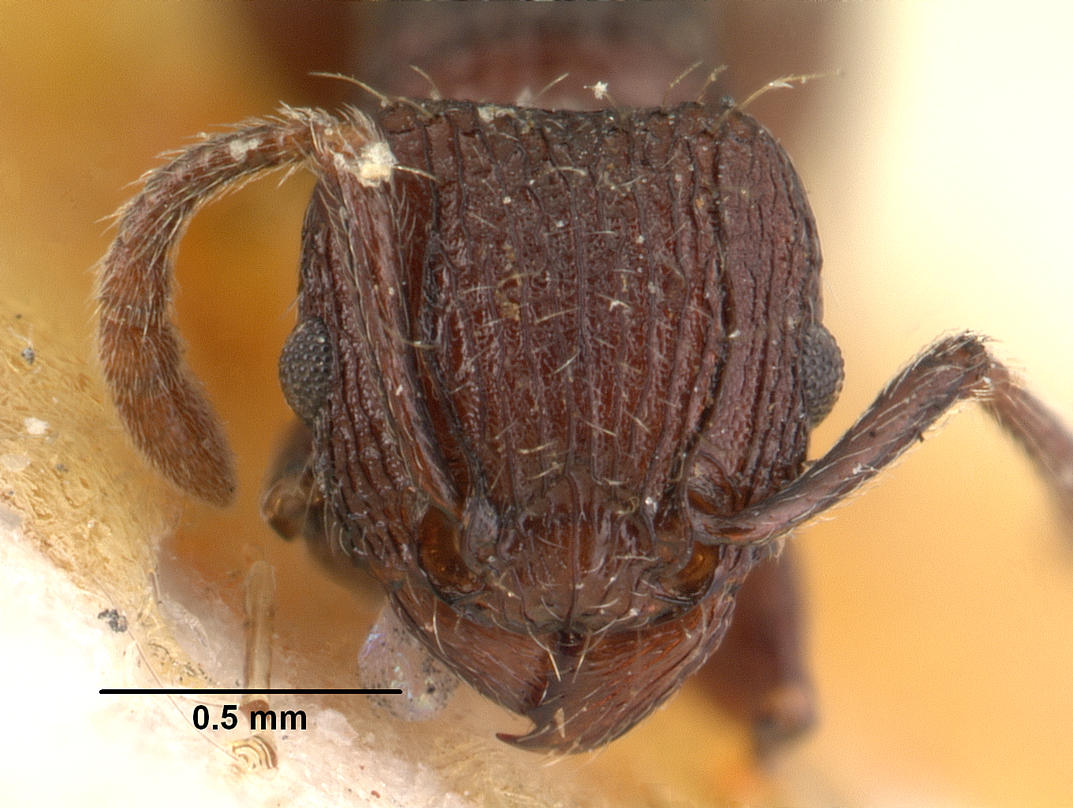
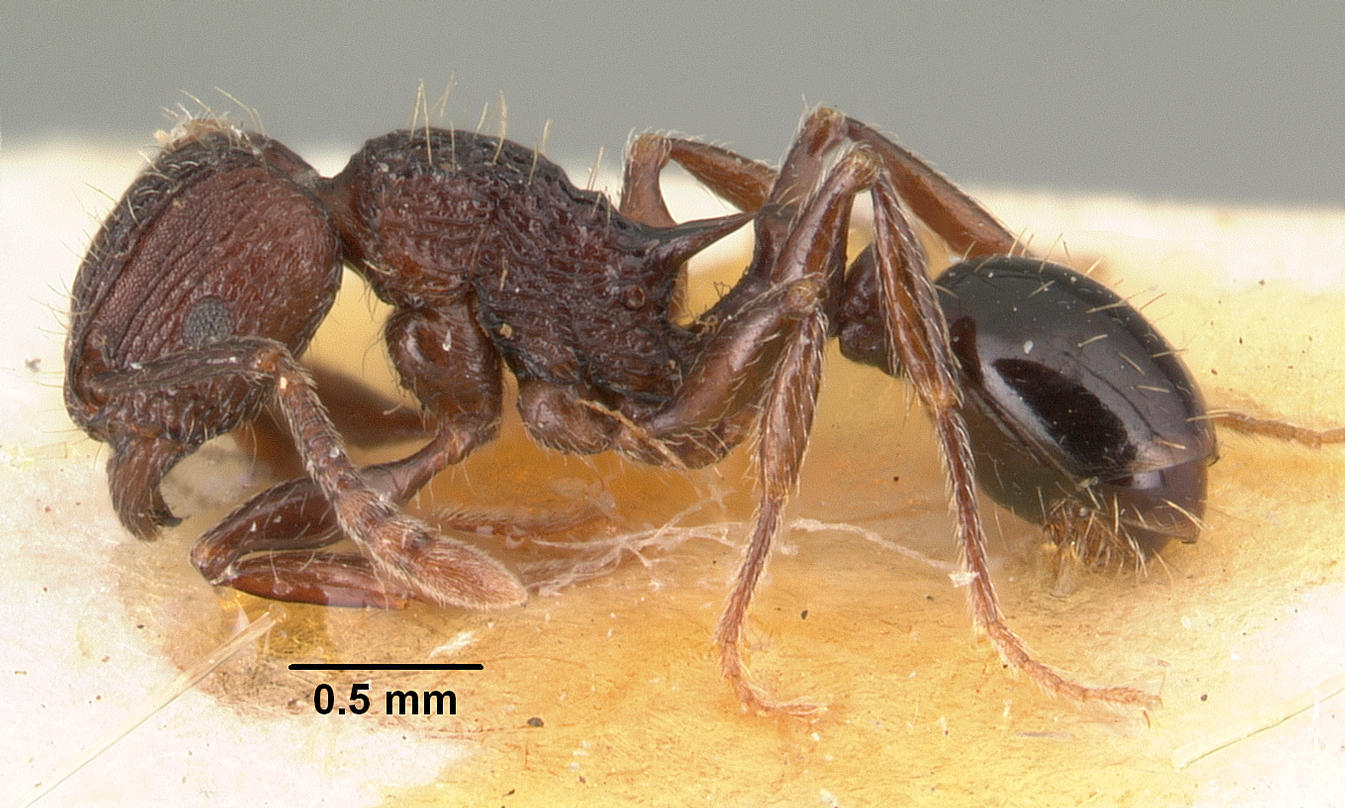

## Таксономия
Включён в видовую группу Tetramorium weitzeckeri. Вид был впервые описан в 1953 году под первоначальным названием Xiphomyrmex weitzeckeri r. guineensis Bernard, 1953. В 1980 повышен до видового статуса и включён в состав рода Tetramorium, а его валидный видовой статус подтверждён в ходе ревизии в 2010 году американскими мирмекологами Франциско Хита-Гарсиа (Francisco Hita Garcia), Брайаном Фишером (Brian L. Fisher; Entomology, California Academy of Sciences, Сан-Франциско, Калифорния, США) и М. Петерсом (Бонн, Германия).